# Guerino Di Tora
Mons. Guerino Di Tora (* 2. srpna 1946 Řím) je italský duchovní a emeritní pomocný biskup diecéze Řím.

## Život
Narodil se 2. srpna 1946 v Římě. V Papežském římském semináři studoval filosofii a teologii, dále studoval na Papežské lateránské univerzitě a na Papežské salesiánské univerzitě studoval pedagogiku a psychologii. Po ukončení studia byl vysvěcen na kněze dne 14. března 1971 arcibiskupem Ugem Poletti. Působil jako asistent na Papežském římském semináři, farní vikář a farář San Policarpo a Cinecittà, učitel náboženství, asistent kaplana ve věznici Rebibbia e di Regina Coeli a roku 1995 byl Kaplanem Jeho Svatosti. Roku 1997 se stal ředitelem Charity diecéze Řím. Dne 1. června 2009 ho papež Benedikt XVI. jmenoval pomocným biskupem diecéze Řím a titulárním biskupem Zuri. Biskupské svěcení přijal 11. července téhož roku z rukou kardinála Agostina Valliniho a spolusvětiteli byli Luigi Moretti tehdejší titulární arcibiskup Mopty a Enzo Dieci, pomocný biskup Římské diecéze
Dne 9. září 2022 přijal papež František jeho rezignaci na funkci pomocného biskupa z důvodu dosažení kanonického věku 75 let.